# Вратарь (гандбол)
Вратарь в гандболе — игрок, который занимается охраной ворот своей команды во время гандбольного матча. Является единственным игроком в гандболе, который может дотрагиваться до площадки в пределах площади своих ворот и касаться мяча любой частью тела после удара. Его главная роль — не допустить того, чтобы противник забил гол (т.е. чтобы мяч пересёк полностью линию ворот). Он не может принимать пас от своих игроков, находясь во вратарской, но может отдавать пас любым другим игрокам.
Гандбольные вратари отличаются высоким ростом (до 2 м и выше), длинными руками и ногами. Они могут не только закрывать большую часть площади ворот, но и отбивать мячи руками и ногами.

## Лучшие вратари
Международная федерация гандбола ежегодно выбирает лучшего вратаря у мужчин и женщин. Тем не менее, федерация в 2010 году провела голосование болельщиков на своём сайте, по итогам которого лучшим вратарём в истории гандбола был признан у мужчин француз Тьерри Омейе, получивший 93,54% голосов. Второе место в рейтинге занял советский и российский вратарь Андрей Лавров (2,98%), третье место разделили немец Андреас Тиль и швед Матс Ольссон, набрав по 1,74% голосов.
У женщин в том же году лучшим вратарём в истории гандбола была признана румынка Люминица Дину-Хуцупан, получившая 94% голосов. Второе место заняла представительница Норвегии Сесили Леганье (4,03%), третьей стала датчанка Лене Рантала (1,36%). На 4-м месте оказалась Татьяна Джанджагава, выступавшая за СССР, Россию и Австрию.

## Некоторые известные вратари

### Мужчины
- Давид Барруфет, семикратный победитель Лиги чемпионов
- / Мирко Башич
- Жан Фериньяк, известный французский вратарь 1960-х годов
- Хеннинг Фриц, лучший гандболист 2004 года
- Петер Генцель, чемпион Европы и лучший вратарь чемпионатов Европы 1998, 2000 и 2002 годов
- Хосе Хавьер Омбрадос, восьмикратный победитель Кубка Европы, лучший игрок чемпионата Испании 2004 и 2005 годов
- Андрей Лавров, трёхкратный олимпийский чемпион, третий в рейтинге величайших гандболистов в истории по версии ИГФ
- Бруно Мартини, двукратный чемпион мира
- Тьерри Омейе, лучший вратарь в истории гандбола по версии ИГФ[1] и лучший вратарь мира 2008 года
- Мадс Ольссон
- / Арпад Штербик, лучший гандболист 2005 года
- Томас Свенссон, шестикратный победитель Лиги чемпионов, четырёхкратный чемпион Европы, лучший вратарь за 20 лет существования Лиги чемпионов[3][4]
- Славомир Шмаль, лучший гандболист 2009 года
- Андреас Тиль, семикратный гандболист года в Германии

### Женщины
- Люминица Дину-Хуцупан, лучший вратарь среди женщин по версии фанатов ИГФ[2]
- /  Татьяна Джанджгава, дважды бронзовый призёр Олимпийских игр
- Сесили Леганье, лучшая гандболистка 2001 года, шестикратная обладательница приза лучшего вратаря на международных турнирах
- Амандин Лейно, лучшая гандболистка чемпионата Франции 2009 и 2010 годов
- Катрин Лунде Харальдсен, дважды олимпийская чемпионка, 4-кратная номинантка на приз лучшей гандболистки года
- Валери Николя, лучшая гандболистка и лучший вратарь чемпионата мира 2003 года
- Лене Рантала
- /  Наталья Русначенко

## Действия вратаря при гандболе
- Игрок в белой форме бросает мяч
- Вратарь подпрыгивает и касается мяча левой рукой
- Удар парирован